# My FM 사운드 오브 뮤직
《My FM 사운드 오브 뮤직》은 대한민국 광주광역시·전라남도 민영방송사 kbc의 라디오 kbc My FM(광주·전남 중북부,전남 서남부 FM 101.1MHz/전남 영광 FM 104.3MHz/전남 동부권 FM 96.7MHz/전남 광양 FM 90.7MHz)에서 새벽에 주무시지 않은 청취자들을 대상으로 하는 음악 전문 라디오 프로그램이다.

## 특징
- DJ의 해설없이 BGM 형식의 논스톱으로 음악이 방송되는 프로그램이다.

## 순서
- 1부 - 최신 가요
- 2부 - 트로트

## 정파
매달 마지막 주 화요일은 더 나은 방송수신을 위해 무등산 송신소와 구봉산 중계소의 방송장비 점검으로 인한 계획정파로 새벽 2시부터 아침 5시까지 방송되지 않는다. (애프터 클럽, MyFM 사운드 오브 뮤직 1, 2부) 
따라서 이 날 한정으로 3부가 1, 2부를 대신한다.